# Begonia phyllomaniaca
Begonia phyllomaniaca Mart. – gatunek rośliny z rodziny begoniowatych. Pochodzi z Brazylii. Jest uprawiana w wielu krajach świata jako roślina ozdobna.

## Morfologia i biologia
Roślina wiecznie zielona o wzniesionej, grubej, mięsistej i owłosionej łodydze i niesymetrycznych, owłosionych liściach. Charakterystyczną cechą tego gatunku begonii jest niesamowita zdolność do rozmnażania wegetatywnego. Można odtworzyć nową roślinę nawet z bardzo małego fragmentu liścia, łodygi, czy ogonka liściowego.